# Championnat d'Islande de football 1928
Navigation
Saison précédente Saison suivante
La saison 1928 du championnat d'Islande de football était la 17e édition de la première division islandaise.
C'est le club du KR Reykjavik qui conserve encore une fois son titre, c'est le 5e titre de champion d'Islande de son histoire, le 3e titre consécutif.

## Les 3 clubs participants
- KR Reykjavik
- Vikingur Reykjavik
- Valur Reykjavik

## Compétition

### Classement
Le barème de points servant à établir le classement se décompose ainsi :
- Victoire : 2 points
- Match nul : 1 point
- Défaite : 0 point

| Rang | Équipe             | Pts | J | G | N | P | Bp | Bc | Diff |
| ---- | ------------------ | --- | - | - | - | - | -- | -- | ---- |
| 1    | KR Reykjavik T     | 4   | 2 | 2 | 0 | 0 | 6  | 2  | +4   |
| 2    | Valur Reykjavik    | 2   | 2 | 1 | 0 | 1 | 4  | 4  | 0    |
| 3    | Vikingur Reykjavik | 0   | 2 | 0 | 0 | 2 | 5  | 9  | -4   |

|  | Champion d'Islande 1928 |

### Matchs
Tous les matchs sont disputés au stade Melavöllur à Reykjavik.
| Résultats (▼dom., ►ext.)                                   | KR | Val | Vik |
| KR Reykjavik                                               |    | 1-0 | 5-2 |
| Valur Reykjavik                                            |    |     | 4-3 |
| Vikingur Reykjavik                                         |    |     |     |
| - Victoire à domicile - Match nul - Victoire à l'extérieur |    |     |     |

## Bilan de la saison
| Tableau d'Honneur                 |              |
| Compétition                       | Vainqueur    |
| Championnat d'Islande de football | KR Reykjavik |